# Арабијско полуострво
Арабијско полуострво (Арапско полуострво; арап.  [shibhu l-jazīrati l-ʿarabiyyah] — „Арабијско острво”, или جَزِيرَةُ الْعَرَب [jazīratu l-ʿarab] — „Земља Арапа”), полуострво је у југозападној Азији између Црвеног и Арапског мора и Персијског, Оманског и Аденског залива. Обухвата око 3.000.000 km², а већином се састоји од пустиње. Арабијско полуострво је важан део веће регије Блиског истока, и има критично важну геополитичку улогу због својих огромних резерви нафте и природног плина.
Географски, Арапско полуострво обухвата Бахреин, Кувајт, Оман, Катар, Саудијску Арабију, Уједињене Арапске Емирате (УАЕ) и Јемен, као и јужне делове Ирака и Јордана. Највећа од њих је Саудијска Арабија. У класично доба, јужни делови данашње Сирије, Јордана и Синајско полуострво такође су сматрани деловима Арабије (види Arabia Petraea).
Пре модерне ере, регион је био подељен првенствено на четири различита региона: Централна висораван (Наџд и Ел Јамама), Јужна Арабија (Јемен, Хадрамаут и Оман), Ал-Бахреин (Источна Арабија или Ел-Хаса) и Хиџаз (Тихама за западну обалу), како је описао Ибн ал-Факих.

## Историја
Историја Арапског полуострва сеже до почетака људског становања у Арабији пре 130.000 година. Међутим, фосилизована кост прста врсте Homo sapiens пронађена је у Ал Вусти у пустињи Нефуд, што указује да би прва људска миграција из Африке у Арабију могла да датира пре отприлике 90.000 година. Ипак, камено оруђе из средњег палеолита, заједно са фосилима других животиња откривено у Тис ал Гадаху, у северозападној Саудијској Арабији, могло би да имплицира да су хоминиди мигрирали кроз „Зелену Арабију“ у периоду пре између 300.000 и 500.000 година. Ашелски алати пронађени у Сафаки, у региону Ријада, откривају да су хоминини живели на Арапском полуострву пре 188.000 година. Исто тако, 200.000 година старо камено оруђе откривено је у Шуаиб Ал-Адгаму у источној провинцији Ал-Касим, што указује на то да су многа праисторијска налазишта, смештена дуж мреже река, некада постојала у овој области.

## Географија
Обале полуострва омеђене су Црвеним морем и Акапским заливом на југозападу, Арапским морем (део Индијског океана) на југоистоку, и Оманским заливом, Хормузом и Персијским заливом на североистоку. Северна граница полуострва одређена је колизијском зоном Загроса, планинске висоравни на којој се збива континентски сраз између арапске плоче и Азије. Арабијско полуострво се географски спаја са Сиријском пустињом без јасне линије разграничења.
Геолошки ова регија је заправо Арапски потконтинент јер лежи на истоименој тектонској плочи која се све више удаљава од североисточне Африке (формирајући Црвено море), и подвлачи под евроазијску плочу (формирајући планине Загроса). Састав стена се систематски разликује кроз Арабију. Најстарије стене изложене на Арапско-нубијском штиту близу Црвеног мора прекривене су ранијим седиментима који постају млађи према Персијском заливу. Можда најбоље очувани офиолит на Земљи, офиолит Семаил, лежи изложен у планинама УАЕ-а и северног Омана.
Арабијско полуострво је претежно таласаст (просечна висина 500-1000 m) са великим пустињским подручјима (Нефуд, Руб ел Хали) и осамљеним гранитним масивима. На рубним деловима прелази у планинске крајеве (највиши испон 3.760 m). Уз Персијски залив издваја се пространа, до 150 km, широка обална равница. Обале су претежно равне и пешчане.
Арабијско полуострво географски чине:
1. средишња висораван са плодним долинама и пашњацима кориштенима за испашу оваца и друге стоке.
2. простор пустиња – на северу се налази стеновита пустиња Нефуд, на југу Руб ел Хали или Велика арапска пустиња, а између њих Дахна. У пустињи Руб ел Хали, песак се простире скоро 200 m испод површине.
3. простор суве и мочварне обале са коралним гребенима на црвеноморској страни.
4. појас планина, које су првенствено упоредне са Црвеним морем у западном (нпр. провинција Асир) и југоисточном делу (Оман). Највиша тачка Јабал Ал-Наби Шо'аиб у Јемену висока је 3.666 m.

### Клима
У регији превладава пустињска клима са знатним дневним и годишњим колебањима температуре и врло малом количином падавинама (до 100 mm годишње). Сталних површинских токова и језера нема, а суве долине повремених водених токова (вади) дуге су често до неколико стотина km. Испод површине великог дела полуострва постоје обилни древни аквифери (водоносници), а на местима где вода избија на површину формирају се оазе (нпр. оазе Ал-Хаса и Катиф) које омогућују развој пољопривреде.

## Вегетација
Биљни покров веома је оскудан (ксерофитно грмље, ретка трава), а животињски свет углавном чине врсте које су се прилагодиле аридној клими пустиње. Монсунске лишћарске шуме развијене су само на влажнијим (500—750 mm) падинама планинског подручја јужног и југоисточног дела полуострва. У оазама добро успева палма.

## Становништво
Сматра се да је полуострво било изворна домовина протосемитским народима, прецима свих семитских народа у регији – Акађана, Арапа, Асираца, Хебреја итд. Арабијско полуострво је био колевка арапског језика (који се проширио изван полуострва заједно са исламском религијом током експанзије ислама започете у 7. веку), а још увек одржава сићушно становништво говорника јужносемитских језика попут мехрија и шехрија, остатака језичне породице која је имала већу важност у ранијим историјским раздобљима када је цветало Сабејско краљевство у јужном делу полуострва (данашњи Јемен и Оман).

## Геополитика
Полуострво је политички одељено од остатка Азије северним границама Кувајта и Саудијске Арабије. На територији Арабије налазе се:
- Бахреин (острво у Персијском заливу)
- Јемен
- Катар
- Кувајт
- Оман
- Саудијска Арабија
- Уједињени Арапски Емирати

Све наведене земље, осим Јемена, називају се арапским заливским државама. Оне су једне од најбогатијих земаља у свету с обзиром на њихово малобројно становништво због богатих лежишта нафте и плина које се налазе у приморју Персијског залива.
Саудијска Арабија покрива већи део полуострва. Већина становништва полуострва живи у Саудијској Арабији и Јемену. Полуострво садржи највеће резерве нафте на свету. У Саудијској Арабији се налазе исламски свети градови Мека и Медина. УАЕ и Саудијска Арабија економски су најбогатије државе у регији. Катар, мало полуострво у Персијском заливу, дом је славној арапској телевизијској станици Ал Јазери. Кувајт је мала земља на североистоку полуострва која граничи са Ираком. Током Првог заливског рата Садам Хусеин је напао Кувајт ког је затим прогласио ирачком провинцијом. Кувајт је стратешко важна земља која је формирала један од главних терена коалицијских снага за организацију инвазије Ирака 2003.